# Прва лига СР Југославије у фудбалу 1992/93.
Прва лига СР Југославије у фудбалу 1992/93.' у сезони 1992/93. је била прва сезона овог такмичења у СР Југославији након расформирања претходне Прве лиге СФР Југославије. У лиги је поред тимова из република Србије и Црне Горе учествовао и ФК Борац Бања Лука из Босне и Херцеговине, који је своје домаће утакмице играо у Београду и Ваљеву. Ове сезоне се у лиги такмичило укупно 19 клубова.
Најбољи стрелци првенства су били Анто Дробњак (Црвена звезда) и Веско Михајловић (Војводина Нови Сад) који су постигли по 30 голова.

## Састав Прве лиге СР Југославије у сезони 1992/93
| Клуб                | Место                 | Стадион                    | Капацитет |
| ------------------- | --------------------- | -------------------------- | --------- |
| Партизан            | Београд               | Стадион Партизана          | 32.710    |
| Црвена звезда       | Београд               | Стадион Црвена звезда      | 55.538    |
| Војводина           | Нови Сад              | Стадион Карађорђе          | 17.204    |
| Земун               | Земун, Београд        | Стадион Земун              | 10.000    |
| Рад                 | Бањица, Београд       | Стадион Краљ Петар Први    | 6.000     |
| Напредак            | Крушевац              | Стадион Младост            | 10.811    |
| Раднички Ниш        | Ниш                   | Стадион Чаир               | 20.000    |
| Хајдук Кула         | Кула                  | Стадион Хајдук             | 6.000     |
| Пролетер            | Зрењанин              | Стадион Карађорђев парк    | 13.500    |
| Будућност           | Подгорица             | Стадион под Горицом        | 17.000    |
| ОФК Београд         | Карабурма, Београд    | Омладински стадион         | 20.000    |
| Бечеј               | Бечеј                 | Стадион крај Тисе          | 6.000     |
| Могрен              | Будва                 | Стадион Могрен             | 4.000     |
| ОФК Кикинда         | Кикинда               | Градски стадион Кикинда    | 6.000     |
| Раднички Југопетрол | Нови Београд, Београд | Стадион ФК Раднички        | 5.000     |
| Сутјеска            | Никшић                | Стадион крај Бистрице      | 10.800    |
| Спартак             | Суботица              | Градски стадион Суботица   | 28.000    |
| Приштина            | Приштина              | Градски стадион Приштина   | 25.000    |
| Борац               | Бања Лука             | Градски стадион Бања Лука1 | 12.000    |

1 Своје утакмице играли у Београду и Ваљеву

## Табела
| Поз. | Клуб                  | ИГ | П  | Н  | И  | ГД  | ГП | ГР  | Б  | 93/94. Јесен |
| ---- | --------------------- | -- | -- | -- | -- | --- | -- | --- | -- | ------------ |
| 1.   | Партизан Београд      | 36 | 31 | 3  | 2  | 103 | 20 | +83 | 65 | I A          |
| 2.   | Црвена звезда Београд | 36 | 19 | 13 | 4  | 70  | 25 | +45 | 51 | I A          |
| 3.   | Војводина Нови Сад    | 36 | 19 | 8  | 9  | 72  | 47 | +25 | 46 | I A          |
| 4.   | Земун                 | 36 | 16 | 8  | 12 | 62  | 48 | +14 | 40 | I А          |
| 5.   | Рад                   | 36 | 13 | 13 | 10 | 47  | 35 | +12 | 39 | I А          |
| 6.   | Напредак Крушевац     | 36 | 13 | 12 | 11 | 44  | 58 | -14 | 38 | I А          |
| 7.   | Раднички Ниш          | 36 | 15 | 7  | 14 | 40  | 36 | +4  | 37 | I А          |
| 8.   | Хајдук Кула           | 36 | 12 | 12 | 12 | 34  | 35 | -1  | 36 | I А          |
| 9.   | Пролетер Зрењанин     | 36 | 15 | 6  | 15 | 43  | 45 | -2  | 36 | I А          |
| 10.  | Будућност Подгорица   | 36 | 14 | 8  | 14 | 44  | 48 | -4  | 36 | I А          |
| 11.  | ОФК Београд           | 36 | 9  | 17 | 10 | 38  | 54 | -16 | 35 | I Б          |
| 12.  | Бечеј                 | 36 | 12 | 9  | 15 | 49  | 45 | +4  | 33 | I Б          |
| 13.  | Могрен                | 36 | 12 | 7  | 17 | 46  | 52 | -6  | 31 | I Б          |
| 14.  | ОФК Кикинда           | 36 | 11 | 9  | 16 | 39  | 58 | -19 | 31 | I Б          |
| 15.  | Раднички Југопетрол   | 36 | 11 | 7  | 18 | 45  | 62 | -17 | 29 | I Б          |
| 16.  | Сутјеска              | 36 | 11 | 7  | 18 | 46  | 67 | -21 | 29 | I Б          |
| 17.  | Спартак Суботица      | 36 | 7  | 12 | 17 | 32  | 58 | -26 | 26 | I Б          |
| 18.  | Приштина              | 36 | 7  | 9  | 20 | 32  | 64 | -32 | 23 | II A         |
| 19.  | Борац Бања Лука       | 36 | 6  | 11 | 19 | 35  | 64 | -29 | 23 | II А         |

ИГ = Играо утакмица; Д = Добио; Н = Нерешио; ИЗ = Изгубио; ГД = Голова дао; ГП = Голова примио; ГР = Гол-разлика ; Б = Бодови
| Првак Прве лиге СР Југославије у фудбалу 1992/93. |
| ------------------------------------------------- |
| ФК Партизан 1. титула.                            |

## Најбољи стрелци
| Место | Играч             | Клуб          | Голови |
| ----- | ----------------- | ------------- | ------ |
| 1     | Анто Дробњак      | Црвена звезда | 22     |
| 1     | Веско Михајловић  | Војводина     | 22     |
| 3     | Предраг Мијатовић | Партизан      | 17     |
| 4     | Горан Стоиљковић  | Раднички Ниш  | 16     |
| 5     | Љубомир Воркапић  | Партизан      | 15     |
| 6     | Бобан Китанов     | Земун         | 14     |
| 6     | Саво Милошевић    | Партизан      | 14     |
| 6     | Никола Милинковић | Бечеј         | 14     |
| 9     | Дејан Чуровић     | Земун         | 13     |
| 9     | Илија Ивић        | Црвена звезда | 13     |
| 9     | Зоран Машић       | ОФК Београд   | 13     |
| 9     | Славиша Јокановић | Партизан      | 13     |

## Састави екипа
| Екипа         | Играчи | Тренер            |
| ------------- | --- | ----------------- |
| Партизан      | Горан Пандуровић (35/1), Гордан Петрић (33/1), Славиша Јокановић (32/13), Небојша Гудељ (32/2), Предраг Мијатовић (31/16), Љубомир Воркапић (31/15), Саво Милошевић (31/14), Бранко Брновић (30/6), Слободан Крчмаревић (27/11), Вујадин Станојковић (26/5), Будимир Вујачић (26/4), Алберт Нађ (25/1), Петар Васиљевић (22/1), Горан Богдановић (18/3), Драган Ћирић (18/2), Златко Заховић (15/3), Дејан Марковић (10/1), Братислав Мијалковић (6/1), Ђорђе Томић (5/1), Дарко Миланич (5/0), Никола Дамјанац (1/0), Вук Рашовић (1/0), Слободан Милановић (1/0), Дејан Радак (1/0), Дејан Рађеновић (1/0), Блажо Пешикан 1/0 | Љубиша Тумбаковић |
| Црвена звезда | Иван Аџић, Божидар Бандовић, Миодраг Божовић, Горан Василијевић, Ристо Видаковић, Сорин Влајку, Дејан Димитријевић , Анто Дробњак, Предраг Ђорђевић , Илија Ивић, Зоран Јовичић , Александар Кристић, Владан Лукић, Ненад Масловар, Звонко Милојевић, Ивица Момчиловић, Илија Најдоски, Дејан Петковић, Душко Радиновић, Никола Радмановић, Милан Симеуновић, Јован Станковић, Митко Стојковски | Милан Живадиновић |